# Episodi de Gli amici di papà (settima stagione)
La settima stagione della serie televisiva Gli amici di papà è stata trasmessa in anteprima negli Stati Uniti d'America dalla ABC tra il 14 settembre 1993 e il 17 maggio 1994.
| nº | Titolo originale                 | Titolo italiano | Prima TV USA      | Prima TV Italia |
| -- | -------------------------------- | --------------- | ----------------- | --------------- |
| 1  | It Was a Dark and Stormy Night   |                 | 14 settembre 1993 |                 |
| 2  | The Apartment                    |                 | 21 settembre 1993 |                 |
| 3  | Wrong-Way Tanner                 |                 | 28 settembre 1993 |                 |
| 4  | Tough Love                       |                 | 5 ottobre 1993    |                 |
| 5  | Fast Friends                     |                 | 12 ottobre 1993   |                 |
| 6  | Smash Club: the Next Generation  |                 | 19 ottobre 1993   |                 |
| 7  | High Anxiety                     |                 | 26 ottobre 1993   |                 |
| 8  | Another Opening, Another No Show |                 | 2 novembre 1993   |                 |
| 9  | The Day of the Rhino             |                 | 9 novembre 1993   |                 |
| 10 | The Prying Game                  |                 | 16 novembre 1993  |                 |
| 11 | The Bicycle Thief                |                 | 23 novembre 1993  |                 |
| 12 | Support Your Local Parents       |                 | 30 novembre 1993  |                 |
| 13 | The Perfect Couple               |                 | 14 dicembre 1993  |                 |
| 14 | Is It True About Stephanie?      |                 | 4 gennaio 1994    |                 |
| 15 | The Test                         |                 | 11 gennaio 1994   |                 |
| 16 | Joey's Funny Valentine           |                 | 25 gennaio 1994   |                 |
| 17 | The Last Dance                   |                 | 8 febbraio 1994   |                 |
| 18 | Kissing Cousins                  |                 | 15 febbraio 1994  |                 |
| 19 | Love on the Rocks                |                 | 1º marzo 1994     |                 |
| 20 | Michelle a la Cart               |                 | 15 marzo 1994     |                 |
| 21 | Be Your Own Best Friend          |                 | 5 aprile 1994     |                 |
| 22 | A Date with Fate                 |                 | 3 maggio 1994     |                 |
| 23 | Too Little Richard Too Late      |                 | 10 maggio 1994    |                 |
| 24 | A House Divided                  |                 | 17 maggio 1994    |                 |